# ミニスーパーコンピュータ
ミニスーパーコンピュータ (minisupercomputer)は、1980年代中ごろ出現したコンピュータの形態の一種である。ベクトルプロセッサによる科学技術計算が一般化するにつれて、企業レベルではなく部門レベルで使用可能な低価格のシステムに需要が生まれ、新たなコンピュータ企業が市場に参入する機会が発生した。一般にミニスーパーコンピュータの価格帯は、大型のスーパーコンピュータの1/10程度だった。ミニスーパーコンピュータは、ベクトル処理と小規模のマルチプロセッシングの組合せが特徴である。
1990年代になると、高性能なFPUを内蔵したマイクロプロセッサを使った科学技術計算向きのワークステーションが低価格で登場した(MIPS R8000、IBM POWER2など)。そのため、初期のワークステーションに駆逐された主流のミニコンピュータに続き、高性能ワークステーションに侵食されたこのクラスのミニスーパーコンピュータも消えていったのである。
しかしその後も、1999年発売のSR8000コンパクトモデルや、SXシリーズのラインナップに2005年に追加されたSX-8iや、近年では複数枚の高性能GPGPUを搭載するデスクサイド大型タワー筐体サーバなど、デスクサイドに置けるスーパーコンピュータ、といったコンセプトの製品が全く無いわけでもない。

## 主要なミニスーパーコンピュータ企業
- アライアント・コンピュータ (1982年 データフロー・システムズとして創業、1992年倒産)
- コンベックス・コンピュータ (1982年 Parsecとして創業、1995年ヒューレット・パッカードにより買収)
- フローティングポイント・システムズ (1970年創業、1991年クレイ・リサーチにより買収)
- マルチフロー (1984年創業、1990年廃業)
- Scientific Computer Systems (1983年創業、1989年高速ネットワーク機器開発に転業したが既に廃業)
- SuperTek (19??年創業、19??年クレイ・リサーチにより買収)